# Unbreakable (album của Scorpions)
Unbreakable là album thu âm thứ mười lăm của ban nhạc heavy metal người Đức Scorpions, được phát hành vào năm 2004. Đây là album mà Scorpion trở về với phong cách ban đầu của họ sau khi trải nghiệm các phong cách nhạc khác nhau.

## Danh sách các bài hát
1. "New Generation" (Schenker, Meine) – 5:51
2. "Love 'em Or Leave 'em" (Schenker, Kottak, Meine) – 4:04
3. "Deep And Dark" (Jabs, Meine) – 3:39
4. "Borderline" (Schenker, Meine) – 4:53
5. "Blood Too Hot" (Schenker, Meine) – 4:16
6. "Maybe I Maybe You" (Anoushiravan Rohani, Meine) – 3:32
7. "Someday Is Now" (Schenker, Kottak) – 3:25
8. "My City My Town" (Meine) – 4:55
9. "Through My Eyes" (Schenker, Meine) – 5:23
10. "Can You Feel It" (Kottak, Meine) – 3:49
11. "This Time" (Jabs) – 3:36
12. "She Said" (Kolonovits, Meine) – 4:42

## Thành viên tham gia
- Klaus Meine: Giọng ca chính
- Rudolf Schenker: Ghi ta đệm, hát đệm
- Matthias Jabs: Ghi ta chính, hát đệm
- James Kottak: Ghi ta chính, hát đệm
- Pawel Maciwoda: Ghi ta chính, hát đệm